# دم‌کرکی خال‌سفید
دم‌کرکی خال‌سفید (نام علمی: Sarothrura pulchra) نام یک گونه از سرده دم‌کرکی است.